# Parc Nacional de Rago
El Parc Nacional de Rago (en noruec: Rago nasjonalpark) és un parc nacional situat al municipi de Sørfold, al comtat de Nordland, Noruega. Amb 171 quilòmetres quadrats, el parc es troba a l'est de la ruta europea E06, a uns 10 quilòmetres al nord-est del poble de Straumen. El parc fou creat el 22 de gener de 1971.
El Parc Nacional de Rago limita amb el Parc Nacional de Padjelanta de Suècia, que també limita amb dos parcs, i el combinat de tota la terra protegida és un total de circa 5.400 quilòmetres quadrats.
Els llacs de Storskogvatnet i Litlverivatnet es troben dins del parc. Hi ha diverses glaceres a la part sud-est del parc. El Parc Nacional de Rago no gaire varietat de plantes, en part a causa dels seus sòls pobres i la duresa del clima. Les àrees boscoses consisteixen principalment de pi roig. Moltes plantes alpines creixen entre els arbres.
No hi ha una gran varietat d'animals n'hi d'aus. Els ants viuen al parc juntament amb els rens semi-domesticats. També hi ha goluts al parc. La perdiu d'Escandinàvia i l'àguila daurada es veuen amb freqüència al parc.
El nom del parc nacional, Rago, és una forma abreujada del nom Sami Rágojiegna. El primer element és el cas genitiu de Rahko que significa "trineu de fusta" i l'últim element és jiegna que significa "glacera".